# رای ۱
رای ۱ (ایتالیایی: Rai 1؛ ‏تلفظ [ˈrai ˈu:no]؛ خوانده می‌شود: رای اونو) یک شبکهٔ تلویزیونی همگانی ایتالیایی است که توسط رسانه عمومی رای اداره می‌شود. این شبکه از ۳ ژانویهٔ ۱۹۵۴ آغاز به کار کرد و تا سال ۱۹۶۱ تنها شبکهٔ تلویزیونی رای بود. این شبکه بیشترین تعداد بیننده را دارد و با کانال ۵ مدیاست رقابت می‌کند. در بریتانیا این شبکه از هاتبرد ۱۳ بی به‌طور رایگان قابل دریافت است.